# Xiu Zelan
 Hsiu Tse-Lan (chinesisch 修澤蘭; * 1925 in Hunan, Republik China; † 27. Februar 2016 in Taipei, Republik China (Taiwan)) war eine taiwanische Architektin. Sie ist als Taiwans erste Architektin bekannt und wurde zu einer der angesehensten Architektinnen Taiwans zu ihrer Zeit aufgrund ihres Entwurfs des Chung-Shan-Gebäudes.

## Leben und Werk

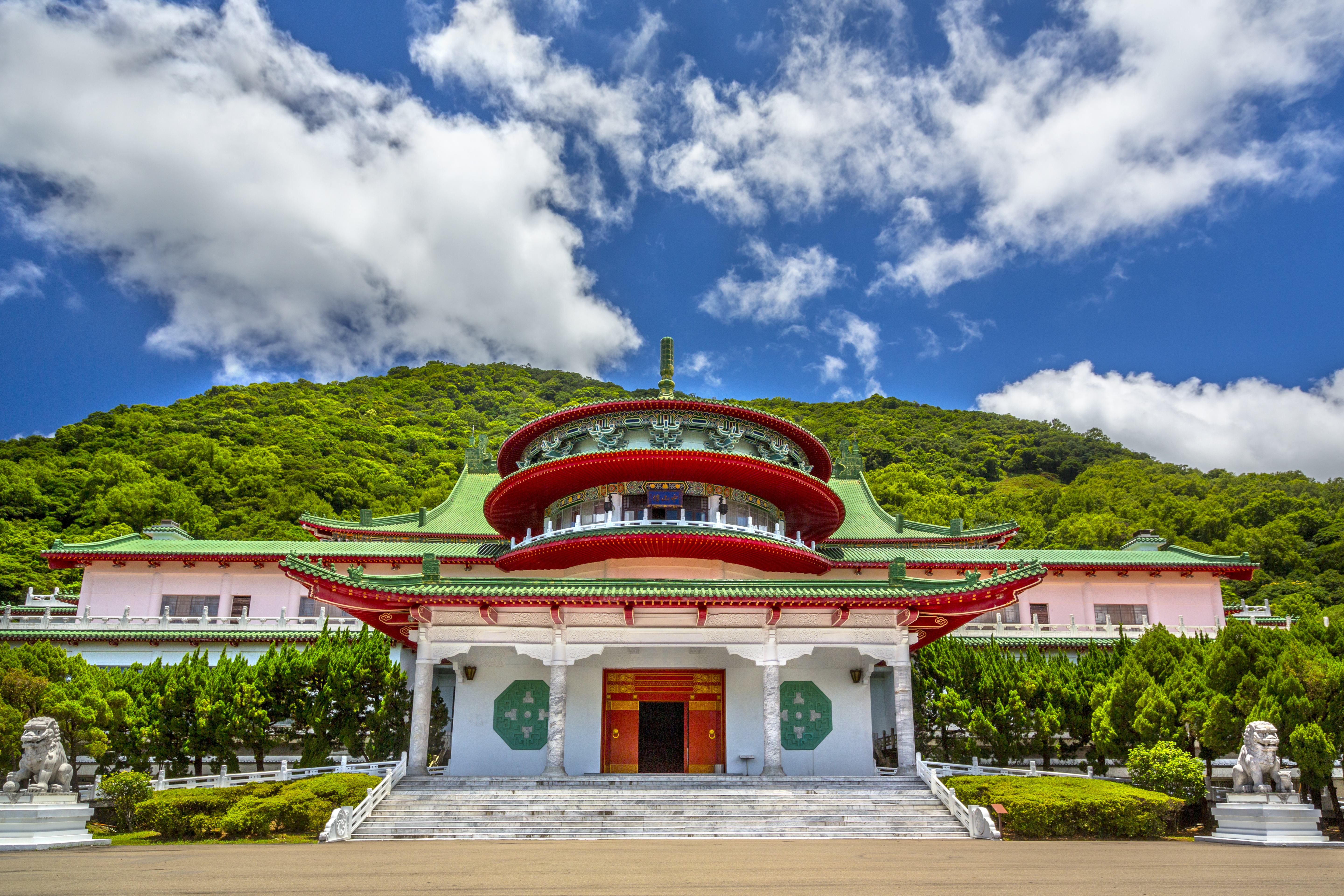
Fassade des Chung-Shan Gebäudes

Xiu war die Tochter eines Malers. Sie studierte Ingenieurwesen und Architektur an der National Central University und schloss während des Japanisch-Chinesischen Kriegs ihr Architekturstudium ab. Nach ihrem Abschluss 1947 fand sie zunächst Arbeit als Ingenieurin im örtlichen Eisenbahnbüro.
1949 erhielt sie eine Einladung der taiwanesischen Eisenbahnverwaltung, als stellvertretende Architektin zu arbeiten. Da nicht ausreichend Geld für größere Bauvorhaben vorhanden war, zeichnete sie Pläne für den Bahnhof Banqiao station und für die Modernisierung alter Gebäude.
1953 heiratete sie den Ingenieur Fu Chi-k'uan, mit dem sie einen Sohn bekam. Sie gab 1955 ihren Posten bei der Eisenbahn auf und eröffnete ihr eigenes Architekturbüro Tse-ch'un Architecture, unter dessen Namen sie öffentliche Projekte wie Bibliotheken und Schulen entwarf. Ihr erstes Gebäude als freiberufliche Architektin war die Army Forces Nursery School. Ihre Erfahrung in der Eisenbahnverwaltung gab ihr die Möglichkeit, am Bau zahlreicher Bahnhöfe und eisenbahnbezogener Gebäude mitzuwirken.
Sie war an der Gründung der inländischen christlichen Organisation Cosmic Light beteiligt, fungierte als Vorsitzende der Bethany Nursery und entwarf viele Gebäude für kirchliche Organisationen und wirkte an der Gestaltung religiöser Gebäude und kirchlicher Schulgebäude mit.

## Chung-Shan-Gebäude in Taipeh

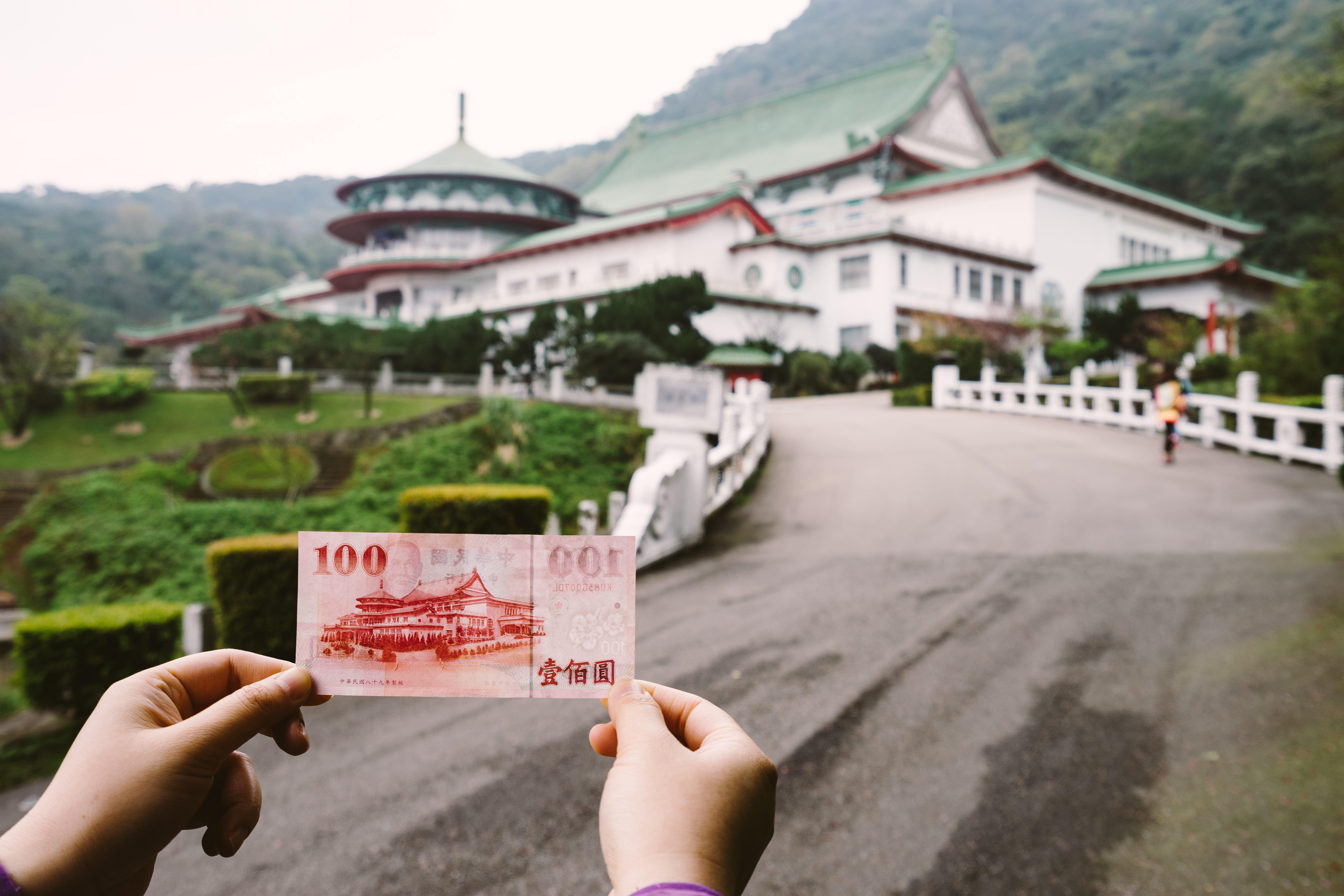
Chung-Shan-Gebäude in Taipeh. Davor eine
Banknote, auf dem das Gebäude abgebildet ist.

Während ihrer Studienzeit traf sie den damaligen Präsidenten Chiang Kai-shek. Dieser beauftragte sie 1965 anlässlich des hundertsten Geburtstags von Sun Yat-sen und zur Wiederbelebung der traditionellen chinesischen Kultur als Architektin mit dem Entwurf der Chung-Shan-Halle. Tausende von Kriegsveteranen stellten das Bauwerk innerhalb von 13 Monaten fertig. Dieses Gebäude wurde zum Symbol der alten chinesischen Kultur und ihrer architektonischen und künstlerischen Tradition und wurde auf Briefmarken und Währungen gedruckt.

## New Garden City-Projekt in Taipeh

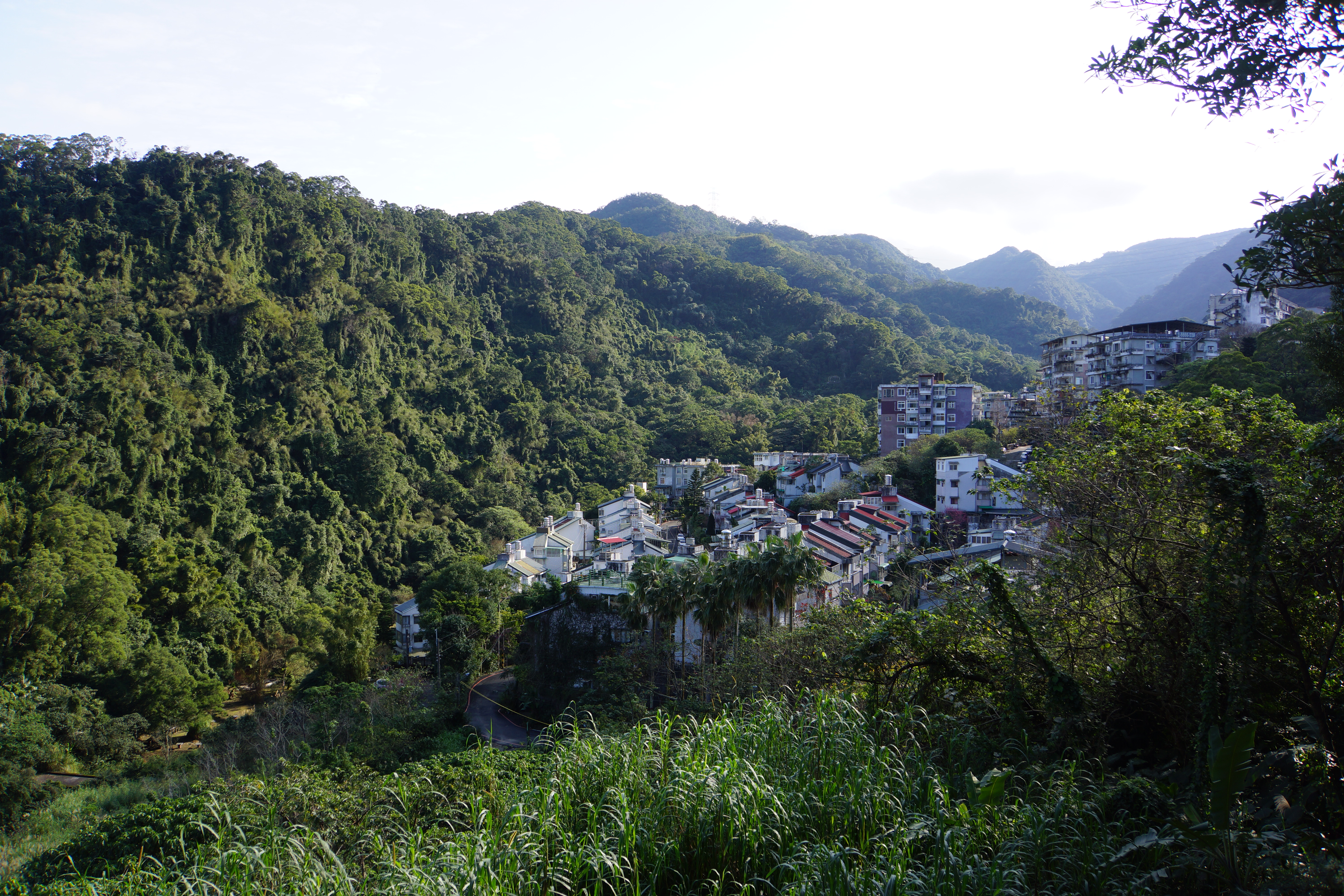
Eine Teilansicht der Gartenstadt aus der Ferne

Xiu erlangte als eine der ersten in Taiwan praktizierenden Architektinnen zunehmende Bekanntheit und war international als Designerin tätig, darunter in Saudi-Arabien, und zusammen mit ihrem Ehemann Fu Chi-k'uan entwarf sie 1970 Gartenstädte in den Vororten von Taipeh. Um den Bau einer Gartenstadt zu planen, kaufte sie Land im Xindian-Berggebiet. Die Gartenstadt gilt als das erste bekannte Gemeindeentwicklungsprojekt in Taiwan und setzte die von Ebenezer Howard vorgeschlagene Garden-City-Theorie um.

## Auszeichnungen
- 1967: Golden Tripod Award für Architektur
- 2016: Contribution Award[11]